# 보라마 문자
보라마 문자(Borama)는 소말리어 표기에 쓰였던 문자이다. 1933년에 소말리아의 주요 씨족인 가다부르시족 사람인 셰이크 압두라흐만 셰이크 누르이 만들었다. 오스마냐 문자만큼 널리 알려지지는 못하였으나, 이 문자로 카시다라고 하는 전통 운문을 남긴 작품들이 많이 남아 있다. 보라마라는 이름은 그의 출신 도시의 지명에서 딴 것이며, 셰이크 본인과 그 주변 사람들이 주로 썼다. 그가 속한 씨족명을 따서 가다부르시 문자라고 부르기도 한다.

## 같이 보기
- 오스마냐 문자
- Kaddare script
- Wadaad's writing